# Мейер, Брекин
Брекин Эрин Мейер (англ. Breckin Erin Meyer, род. 7 мая 1974, Миннеаполис, Миннесота, США) — американский актёр, продюсер, сценарист и музыкант.

## Ранние годы
Брекин Мейер родился в Миннеаполисе, штат Миннесота в семье агента бюро путешествий и бывшего микробиолога Дороти Энн (урождённая Виал), и Кристофера Уильяма Мейера, консультанта по вопросам управления. Так как его родители развелись, он жил в Калифорнии, Техасе, Западной Вирджинии и Нью-Джерси.
Он является средним ребёнком в семье. У него есть старший брат Франк — сотрудник сайта G4.com и младший — Адам.
Брекин посещал начальную школу вместе с известной актрисой Дрю Бэрримор, а также учился в «Beverly Hills High School». Ещё учась в начальной школе, подписал контракт с агентом Бэрримор.

## Карьера
Дебют Брекина в кино состоялся в 1991 году в фильме «Фредди мёртв. Последний кошмар». В 1995 году снялся в фильме «Бестолковые», который приносит ему ещё большую известность. Через год в 1996 году он снялся в фильмах «Колдовство» и «Побег из Лос-Анджелеса». В 1997 году он снялся в биографическом фильме «Префонтейн».
В 1998 году вместе с Сальмой Хайек и Райаном Филлиппом исполнил роль в фильме «Студия 54».
Впоследствии в 1999—2000 годах он появляется в таких фильмах, как «Экстази», «Свой человек» и «Дорожное приключение».
В 2001 году вместе с такими звёздами, как Эми Смарт, Вупи Голдберг, Роуэн Аткинсон, Сет Грин и другими сыграл главную роль в комедии «Крысиные бега», ремейк фильма «Этот безумный, безумный, безумный, безумный мир».
В 2004 году Брекину достаётся роль Джона Арбакла, хозяина толстого, неуклюжего кота Гарфилда в фильме «Гарфилд». В этом же году снимался в фильме «Бласт».
В 2006 году Мейер возвращается в роли Джона Арбакла в фильме «Гарфилд 2».
В 2009 году играет роль в фильме «Призраки бывших подружек».
Его голосом говорит персонаж Джозеф Гриббл в мультсериале «Царь горы».
С 2011 по 2014 год играл одну из главных ролей в сериале «Франклин и Бэш»

### Музыкальное творчество
Кроме того, Брекин является барабанщиком панк-группы «The Street Walkin' Cheetahs». Появлялся в двух музыкальных видео группы «Street Sweeper Social Club».

## Личная жизнь
В 2001 году Брекин женился на сценаристке и режиссёре Деборе Каплан. У них есть дочь Кэтлин (род. 31.12.2003). В октябре 2012 года пара развелась.
С конца 2017 года он находится в отношениях с актрисой Линси Годфри.

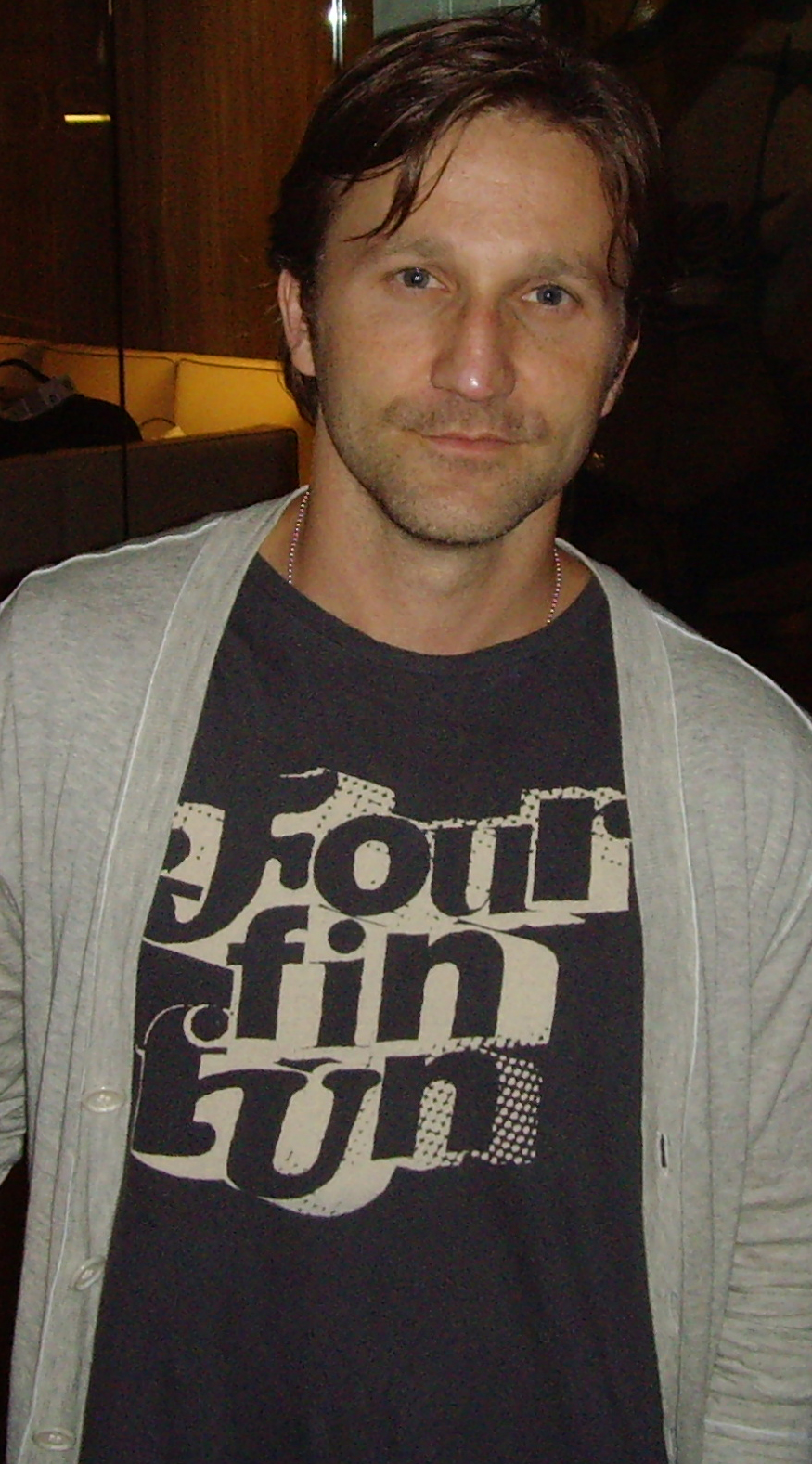
Мейер в феврале 2007

## Избранная фильмография
| Год  | Фильм                            | Оригинальное название фильма       | Персонаж                    |
| ---- | -------------------------------- | ---------------------------------- | --------------------------- |
| 1991 | «Фредди мёртв. Последний кошмар» | Freddy’s Dead: The Final Nightmare | Спенсер                     |
| 1995 | «Бестолковые»                    | Clueless                           | Трэвис Биркенсток           |
| 1995 | «Расплата»                       | Payback                            | сын Джима                   |
| 1996 | «Колдовство»                     | The Craft                          | Митт                        |
| 1997 | «Префонтейн»                     | Prefontaine                        | Пэт Тайсон                  |
| 1998 | «Студия 54»                      | 54                                 | Грег Рандаццо               |
| 1998 | «Не могу дождаться»              | Can’t Hardly Wait                  | солист (в титрах не указан) |
| 1999 | «Экстази»                        | Go                                 | Тини                        |
| 1999 | «Заметая следы»                  | Tail Lights Fade                   | Коул                        |
| 2000 | «Дорожное приключение»           | Road Trip                          | Джош Паркер                 |
| 2001 | «Крысиные бега»                  | Rat Race                           | Ник Шаффер                  |
| 2001 | «Кейт и Лео»                     | Kate & Leopold                     | Чарли Маккей                |
| 2004 | «Гарфилд»                        | Garfield: The Movie                | Джон Арбакл                 |
| 2004 | «Взрыв»                          | Blast                              | Джамал                      |
| 2005 | «Сумасшедшие гонки»              | Herbie: Fully Loaded               | Рэй Пэйтон младший          |
| 2005 | «Отскок»                         | Rebound                            | Тим Финк                    |
| 2006 | «Кофейня»                        | Caffeine                           | Дилан                       |
| 2006 | «Гарфилд 2»                      | Garfield: A Tail of Two Kitties    | Джон Арбакл                 |
| 2007 | «Синий штат»                     | Blue State                         | Джон                        |
| 2008 | «Поезд дальше не идёт»           | Stag Nignt                         | Тони                        |
| 2009 | «Призраки бывших подружек»       | Ghosts of Girlfriends Past         | Пол                         |
| 2013 | «Старикашки!»                    | 3 Geezers!                         | Брекин                      |
| 2019 | «Мальчишник в Таиланде»          | Changeland                         | Дэн                         |
| 2020 | «Небеременная»                   | Unpregnant                         | Марк                        |
| 2021 | «К счастью»                      | Happily                            | Ричард                      |

## Награды и номинации
- Номинация на «Эмми» за эпизод «Robot Chicken: Star Wars» известного американского мультсериала «Робоцып».